# 運動知覚
運動知覚（、英: motion perception）は様々な刺激から運動を読み取る知覚である。動きの知覚とも。

## 概要
運動とは時間の経過に伴う物体の位置の変化であり、この現実世界のマクロな物体は連続的な運動をしている。ヒトを含む動物がもつ知覚（英: perception）のうち、様々な刺激から運動（英: motion）を読み取るものが運動知覚である。
運動の主体すなわち動いているモノは様々で、物体（例: 小石）、自己、世界（例: 目眩時の回転感）、何か（例: 正体がわからないが影が動き回ってみえる何か）などが挙げられる。自己の運動を読み取る知覚は自己運動知覚と呼ばれる。
運動の手掛かりは様々ある。自分に向けて投げられたボールの運動を例に取ると、光に照らされたボールの反射光があり、ボールが風を切る音があり、ボールを手で受け止めたときの押込まれる感触がある。これら属性の時間的遷移に基づけばボールの運動を類推できる。動物は進化的にこのような運動読み取り能力を獲得したため、視覚刺激、前庭覚刺激、触覚刺激などが運動知覚を惹起する。運動知覚のなかで視覚刺激に基づくものは運動視と呼ばれる。
運動知覚は刺激から運動を読み取る。しかし刺激が常に運動から生まれているとは限らない。もし運動知覚が刺激を誤認してそこから運動を読み取ると、実在しない運動があたかも存在するかのように本人には感じられる。これは運動知覚の錯覚であり、運動錯覚と呼ばれる。錯覚が生んだ実在しない運動は仮現運動と呼ばれ、これと対比する形で物理的な実体のある運動は実際運動と呼ばれる。
様々な症例や実験により、MT野やMST野が運動知覚に重要とわかっている。これら脳領域の電磁気刺激により強制的に運動錯覚を起こすことが可能である。

## 自己運動知覚
自己運動知覚（、英: self-motion perception）は様々な刺激から自己の運動を読み取る知覚である。
動物は姿勢制御のために自己の運動を絶えず監視しており、これに自己運動知覚は大きく関わる。自己運動知覚の失調はヒトであれば直立不能といった深刻な運動障害を引き起こす。また車に乗ったときのような受動的な自己の運動も自己運動知覚として読み取られている。そのため自己運動知覚は自己の能動的運動を検出するものと自己の受動的移動を検出するものにわけられる。